# 摩纳哥大奖赛 (游戏)
《摩纳哥大奖赛》是世嘉于1979年发行的街机竞速游戏。游戏发行了三种机台样式，一种直立机台、一种鸡尾酒桌机台、以及一种横式高级机台。续作《职业摩纳哥大奖赛》于1980年发行，再之后又有续作《超级摩纳哥大奖赛》和《艾尔顿·塞纳的超级摩纳哥大奖赛II》。游戏1983年移植到SG-1000。